# Maspura
Maspura is een bestuurslaag in het regentschap Lahat van de provincie Zuid-Sumatra, Indonesië. Maspura telt 340 inwoners (volkstelling 2010).